# 포도주 목록
포도주의 종류는 양조 방법에 따라 '레드 와인'(red wine, 적포도주)과 '화이트 와인'(white wine, 백포도주), '로제 와인'(rose wine)으로 나뉜다.

## 적포도주

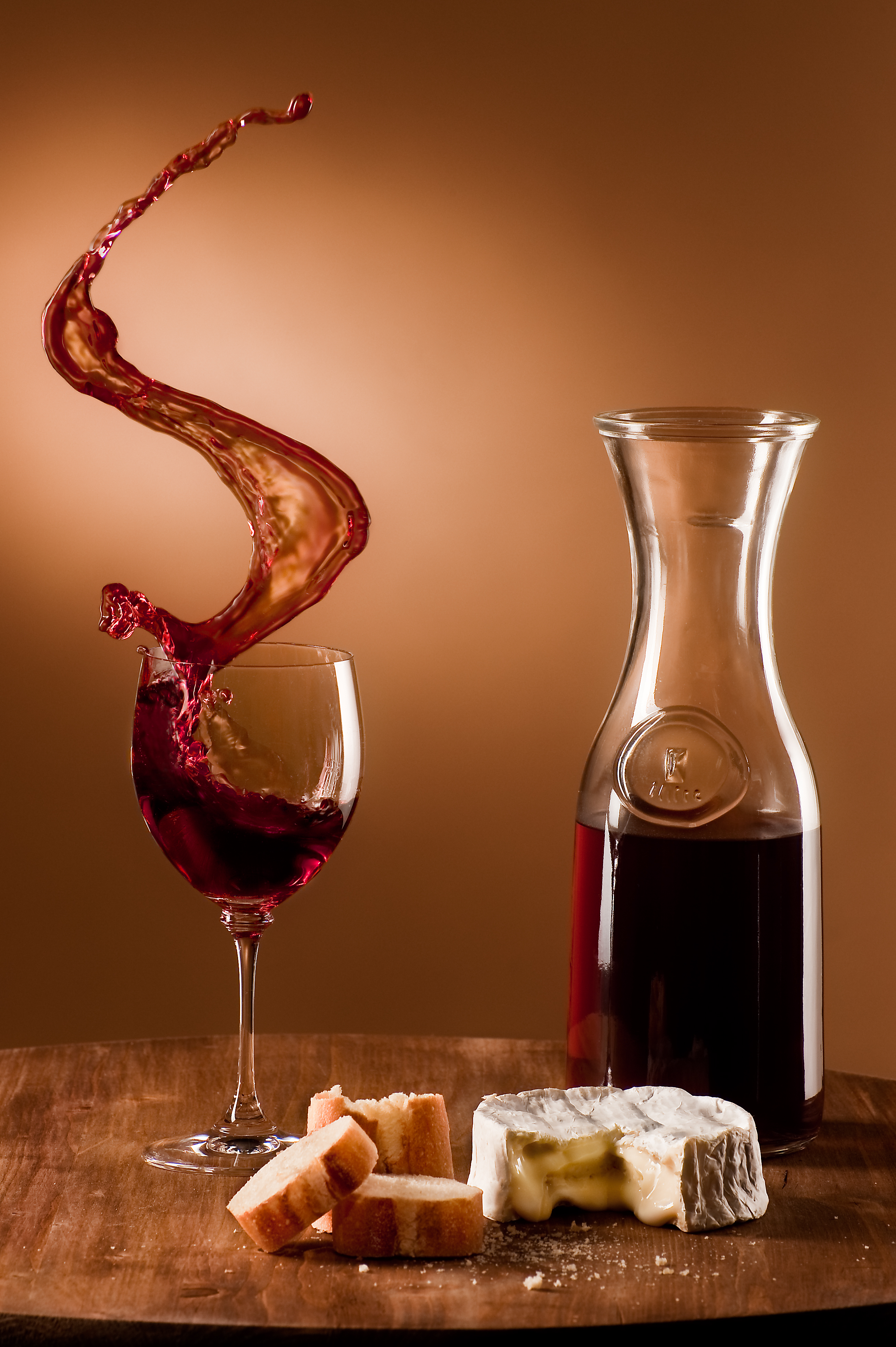
적포도주

## 참고 문헌
- 와인 (저자: 김준철, 출판사: 백산출판사 2007)

## 같이 보기
- 포도주의 제조 과정